# Begonia sageaensis
Espèce
Begonia sageaensis est une espèce de plantes de la famille des Begoniaceae.